# Ivar Bentsen
Ivar Bentsen, född 13 november 1876, död 21 maj 1976, var en dansk arkitekt.
Bentsen genomgick konstakademin i Köpenhamn, var 1908-1911 föreståndare för en av hans far grundad skola i Vallekilde, 1913-1920 för byggmästar-, snickar-, och målarskolan i Holbæk och 1923-1940 professor vid konstakademin. Han uppförde en mängd offentliga hus, bland dem flera för jordbruks- och affärsändamål, sjukhus som Niels Steensens Hospital i Gentofte, en del bostadsföreningshus med mera. Tillsammans med Kaare Klint ledde han ombyggnaden av det gamla Frederiks Hospital till konstindustrimuseum. Förutom hans praktiska verksamhet var hans lärar- och författarverksamhet av stor betydelse.